# Região Metropolitana de Belo Horizonte
A Região Metropolitana de Belo Horizonte (RMBH), também chamada de Grande Belo Horizonte ou simplesmente Grande BH, é um recorte político-administrativo criado por lei com o objetivo de viabilizar a gestão da aglomeração metropolitana resultante da expansão da cidade de Belo Horizonte e a implementação de políticas públicas de interesse comum aos municípios metropolitanos pelo poder público. Foi instituída pela Lei Complementar Federal nº 14, de 8 de junho de 1973, que também estabeleceu outras sete RM's no território brasileiro. Atualmente, a metrópole é regida por leis complementares do estado de Minas Gerais (LEC n.º88/2006 e LEC n.º 89/2006).
A RMBH é a terceira maior aglomeração urbana do Brasil, sendo a maior do país fora do eixo Rio-São Paulo. Conforme dados da Organização das Nações Unidas, em 2018 a Grande BH era a 52ª área metropolitana mais populosa do mundo, com número de habitantes equivalente ao de metrópoles internacionais como Madrid-Espanha; Houston-EUA; Toronto-Canadá; Washington/DC-EUA; Miami-EUA; Frankfurt-Alemanha.
Embora seja a terceira região metropolitana mais populosa do Brasil, sua sede, o município de Belo Horizonte, ocupa a sexta posição entre os municípios mais populosos do país. Só nos anos 2000, a população do município foi superada pelo Distrito Federal e Fortaleza. Esse fenômeno ocorre porque o município de Belo Horizonte, com área de 331 km2, é relativamente pequeno se comparado aos dois  municípios mais populosos do Brasil, São Paulo (1 521 km2) e Rio de Janeiro (1 197 km2).
Outra peculiaridade é que a participação do município de Belo Horizonte na população total da região metropolitana vem caindo a cada ano, ou seja, os municípios vizinhos a Belo Horizonte crescem mais que a capital, uma vez que há falta de espaços disponíveis no município e os poucos que restam são encarecidos.
No viés econômico, a RMBH é o centro político, financeiro, comercial, educacional e cultural de Minas Gerais, representando em torno de 34,4% da economia e 27,9% da população do estado. Em 2021, seu produto Interno bruto (PIB) somava cerca de R$ 294,66 bilhões, dos quais cerca de 35,9% pertenciam à cidade de Belo Horizonte. Em relação a outras Regiões metropolitanas, em 2021, a Grande BH ocupou a quarta posição nacional, atrás da RMSP, da RMRJ e da RIDE-DF.
No que tange aos aspectos legais-institucionais, a legislação da Região Metropolitana de Belo Horizonte foi reformada em 2004 pelo Estado, por meio de uma Emenda à Constituição Estadual. Minas Gerais foi o primeiro Estado do país a criar o conceito de "cidadão metropolitano" em sua legislação. A sociedade civil, em uma Conferência que ocorre a cada anos, elege dois representantes dos cidadãos metropolitanos para o Conselho Deliberativo.

## História

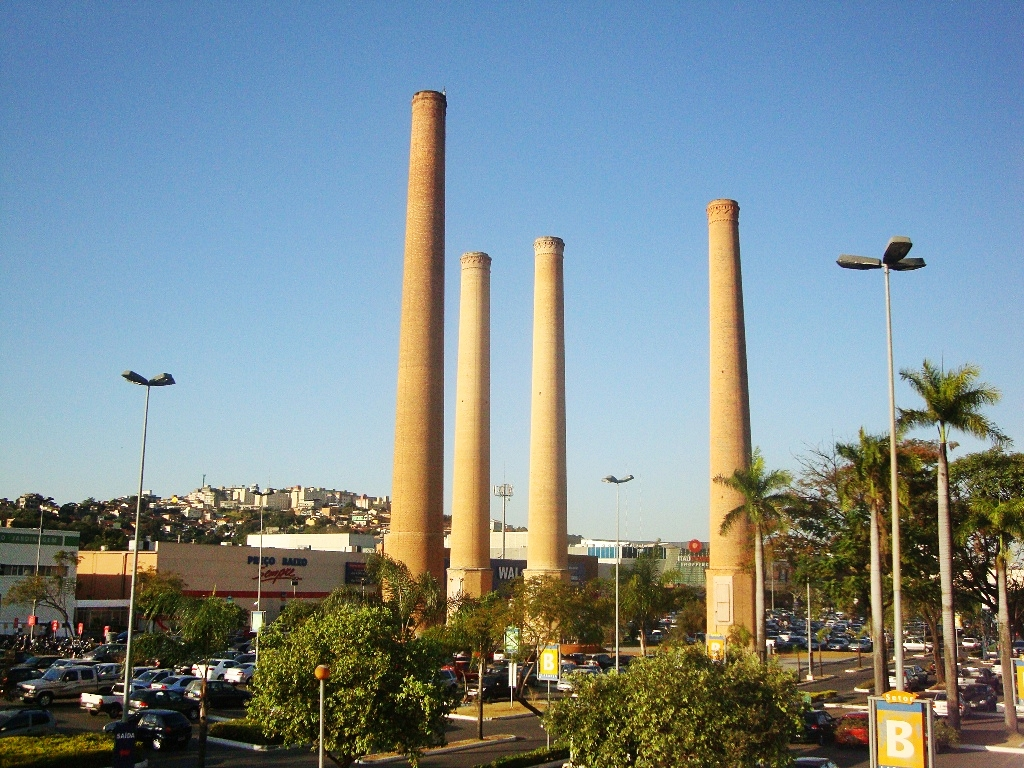
Contagem, o segundo município mais populoso da região metropolitana, depois de Belo Horizonte.

1967 - A Constituição Federal de 1967 atribui à União, mediante lei complementar, a competência para estabelecer regiões metropolitanas constituídas por municípios em todo o país.
1971 - Foi formado um grupo de estudos na Fundação João Pinheiro para tratar da caracterização e definição da RMBH. Neste ano também foi realizada a primeira pesquisa de Origem e Destino.
1973 - É criada a Região Metropolitana de Belo Horizonte, juntamente com outras 7 regiões metropolitanas, através da Lei Federal Complementar nº 14, de 8 de junho de 1973. Em seu parágrafo segundo, esta Lei constituiu a RMBH de 14 municípios: Belo Horizonte, Betim, Caeté, Contagem, Ibirité, Lagoa Santa, Nova Lima, Pedro Leopoldo, Raposos, Ribeirão das Neves, Rio Acima, Sabará, Santa Luzia e Vespasiano.
1974 - A Lei Estadual nº 6.303/74 Regulamentou a Região Metropolitana de Belo Horizonte e criou a autarquia PLAMBEL - Planejamento da Região Metropolitana de Belo Horizonte.
1978 - Todo o gerenciamento de trânsito, tráfego e transporte público foi centralizado através da empresa pública METROBEL (Companhia de Transportes Urbanos da Região Metropolitana de Belo Horizonte), criada neste ano.

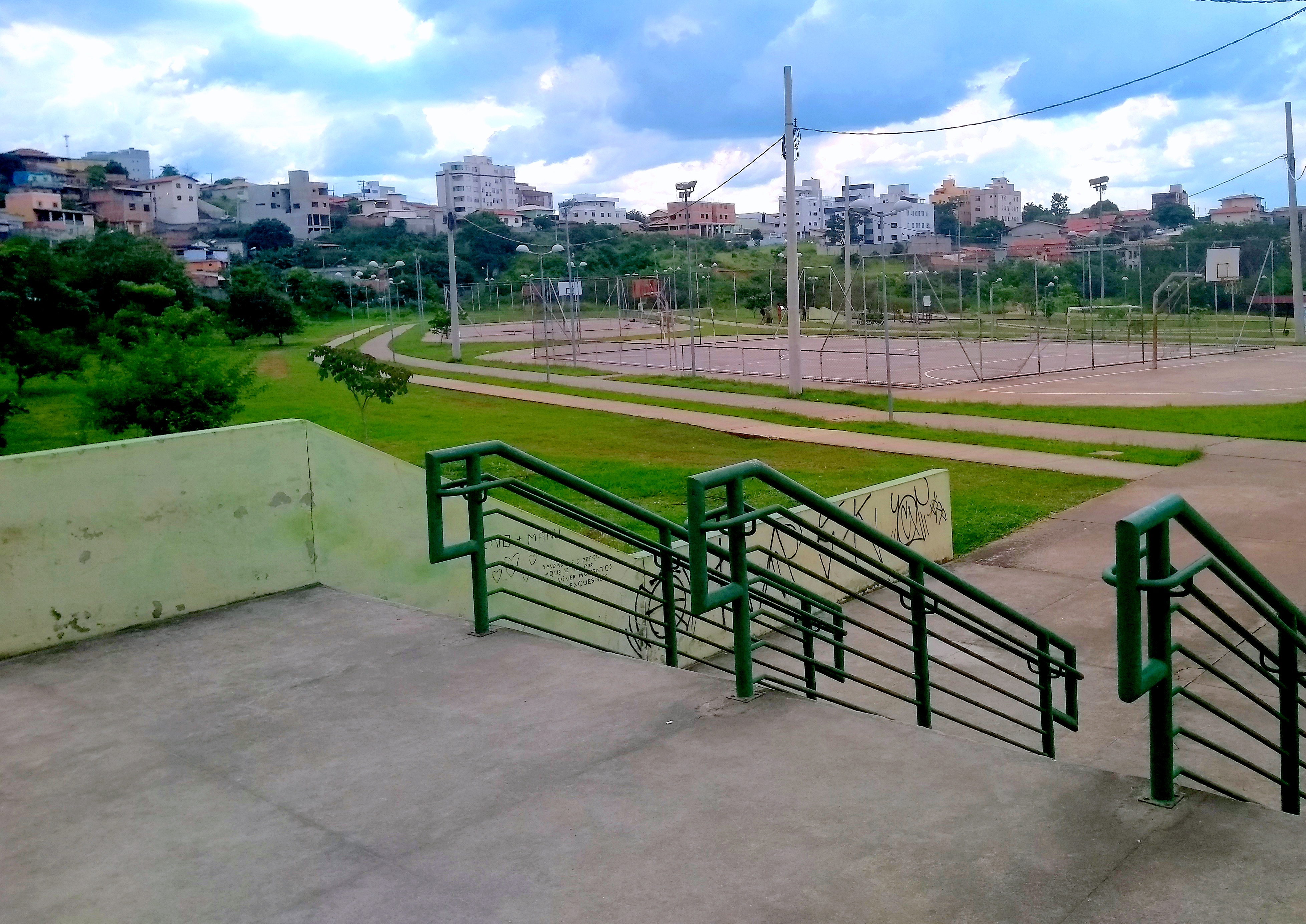
Ribeirão das Neves, 4° município mais populoso da RMBH.

1987 - A empresa pública METROBEL é extinta e então é criada a autarquia Transmetro (Transporte Metropolitano) que continua mantendo centralizado o gerenciamento de trânsito, tráfego e transporte público de toda a região metropolitana.
1989 - São acrescidos os municípios de Mateus Leme, Igarapé, Esmeraldas, Brumadinho, totalizando 18 municípios na Região Metropolitana.
1994 - O gerenciamento do trânsito e do transporte público municipais são descentralizados, voltando a ser de responsabilidade das prefeituras, sendo extinta neste ano autarquia Transmetro. A partir de então apenas o transporte público intermunicipal ficou centralizado do DER-MG.
1995 - Os distritos de Juatuba (pertencente à Mateus Leme) e São José da Lapa (pertencente a Vespasiano) foram emancipados, e portanto, acrescidos à Grande Belo Horizonte, totalizando 20 municípios. Neste ano também foi institucionalizado o Colar Metropolitano com 20 municípios: Matozinhos, Jaboticatubas, Taquaraçu de Minas, Barão de Cocais, Santa Bárbara, Itabirito, Moeda, Belo Vale, Bonfim, Rio Manso, Itatiaiuçu, Itaúna, Florestal, Nova União, Pará de Minas, São José da Varginha, Fortuna de Minas, Capim Branco, Sete Lagoas, e Inhaúma.

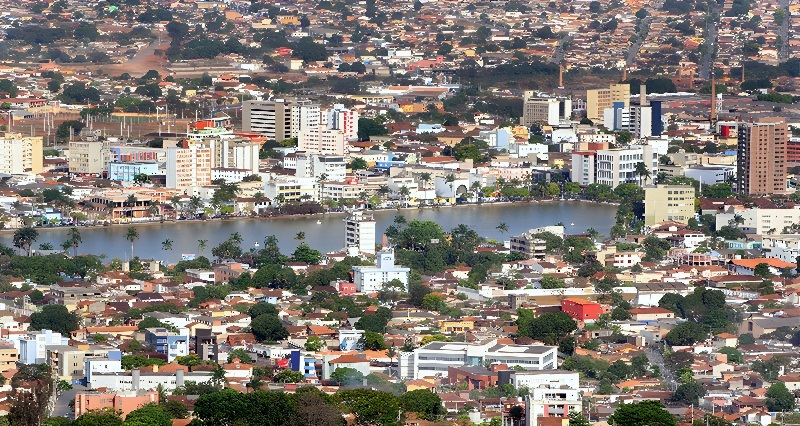
Sete Lagoas - Princípal cidade do Colar Metropolitano.

1997 - Foram emancipados os municípios de Confins (antes, distrito de Lagoa Santa), São Joaquim de Bicas (antes, distrito de Igarapé), Sarzedo e Mário Campos (antes, distritos de Ibirité) que passaram a fazer parte da  RMBH. Os municípios de Florestal e Rio Manso, que faziam parte do Colar Metropolitano, também passaram a fazer parte da Região Metropolitana.  Com estas mudanças o total de municípios integrantes da RMBH subiu para 26 municípios e o total de municípios integrantes do Colar Metropolitano foi reduzido para 18 municípios.
1999 -  São acrescidos à Grande BH os municípios de Baldim e Itaguara, assim como os municípios de Capim Branco, Itabirito, Matozinhos e Nova União que eram do Colar Metropolitano. Prudente de Morais e Funilândia passam a fazer parte do Colar totalizando 32 municípios na RMBH e 16 municípios no Colar Metropolitano.
2000 -  Os municípios de Jaboticatubas e Taquaraçu de Minas, que eram do Colar Metropolitano, são acrescidos à RMBH; enquanto Itabirito sai da RMBH e retorna ao Colar. O total de municípios integrantes da RMBH sobe para 33 municípios o número de municípios do Colar Metropolitano cai para 15.
2002 -  Itatiaiuçu sai do Colar e entra para a RMBH, completando o número atual de municípios de 34 municípios pertencentes à RMBH. Com a saída de um município do Colar, o número então caiu para 14 municípios.
2012 -  Foram acrescidos ao Colar Metropolitano os municípios de Bom Jesus do Amparo e São Gonçalo do Rio Abaixo, totalizando 16 municípios no Colar. A Região Metropolitana se mantém com 34 Municípios.

## Municípios
A Região Metropolitana de Belo Horizonte, propriamente, é constituída por 34 municípios, a saber: Baldim, Belo Horizonte, Betim, Brumadinho, Caeté, Capim Branco, Confins, Contagem, Esmeraldas, Florestal, Ibirité, Igarapé, Itaguara, Itatiaiuçu, Jaboticatubas, Juatuba, Lagoa Santa, Mário Campos, Mateus Leme, Matozinhos, Nova Lima, Nova União,Pedro Leopoldo, Raposos, Ribeirão das Neves, Rio Acima, Rio Manso, Sabará, Santa Luzia, São Joaquim de Bicas, São José da Lapa, Sarzedo, Taquaraçu de Minas e Vespasiano. 

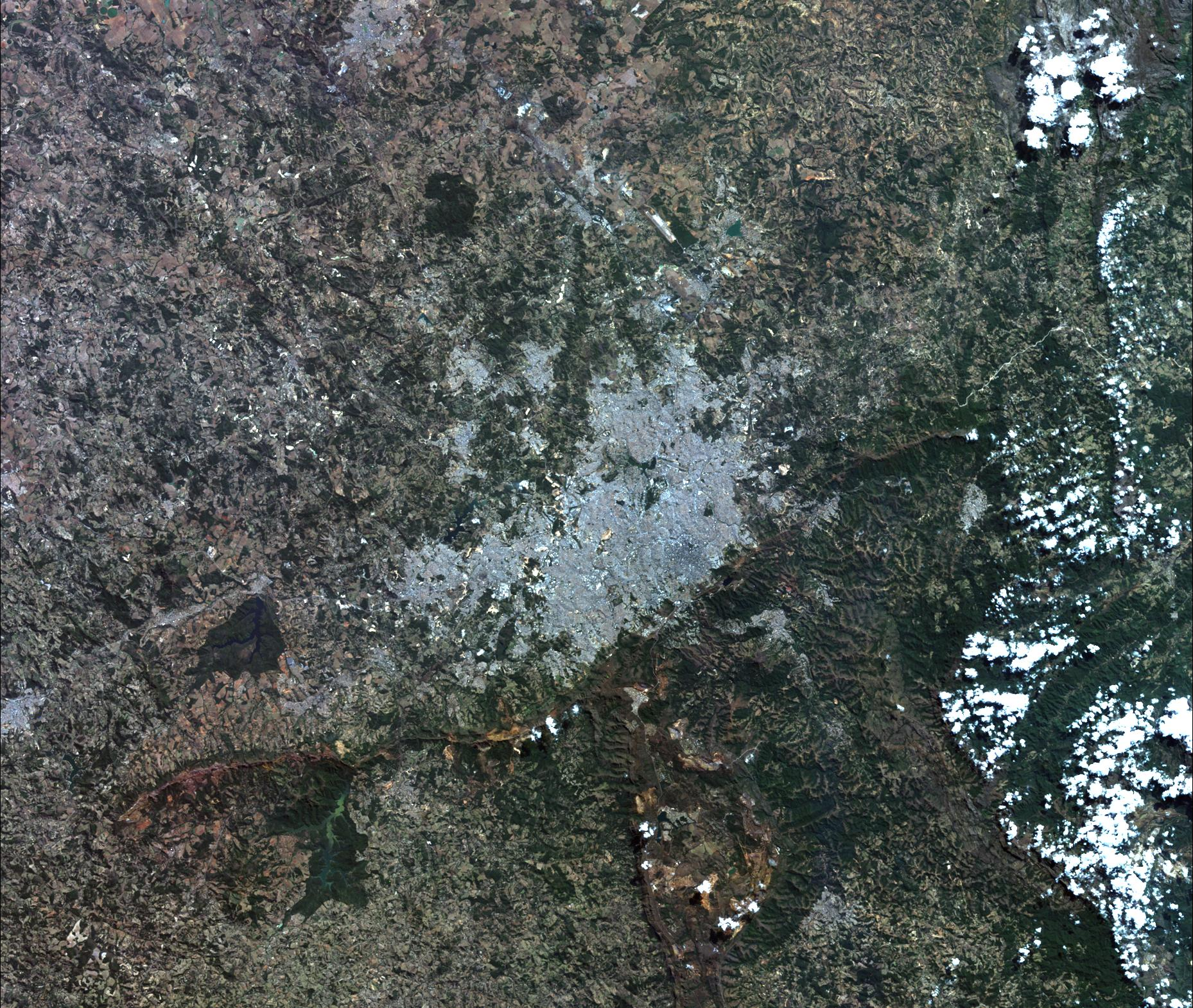
Imagem de satélite da Região Metropolitana de Belo Horizonte, em 2021

Além dos 34 municípios metropolitanos definidos na Lei Complementar nº 89 de 12 de janeiro de 2006, há ainda outros 16 municípios no denominado Colar Metropolitano de Belo Horizonte. A população total da Região Metropolitana de Belo Horizonte, incluindo o Colar Metropolitano, é de 5.733.783 habitantes, segundo o Censo 2022, com uma área de 14.979 km².

### Colar Metropolitano
A Lei Complementar nº 89, de 12 de janeiro de 2006, define o Colar Metropolitano de Belo Horizonte como sendo a formação de municípios do entorno da região metropolitana atingidos pelo processo de metropolização, sendo composto por 16 municípios: Barão de Cocais, Belo Vale, Bom Jesus do Amparo, Bonfim, Fortuna de Minas, Funilândia, Inhaúma, Itabirito, Itaúna, Moeda, Pará de Minas, Prudente de Morais, Santa Bárbara, São Gonçalo do Rio Abaixo, São José da Varginha e Sete Lagoas. O Colar Metropolitano possui 605.501 habitantes, segundo o Censo 2022, com uma área de 5.508 km².
Com economia baseada principalmente no setor industrial, Sete Lagoas é a maior e mais importante cidade do Colar Metropolitano. O Município abriga fábricas de empresas como a Ambev, Bombril, Elma Chips, Itambé Laticínios e Iveco, dentre outras. Outros municípios do Colar que se destacam são Itabirito e São Gonçalo do Rio Abaixo com elevados PIB baseados na mineração de ferro; também Itaúna e Pará de Minas, que possuem população se aproximando de 100 mil habitantes em cada município.

## Demografia e expansão

Área Urbana da RMBH segundo processamento da EMBRAPA de 2015.

O crescimento demográfico da RMBH diminuiu nas últimas décadas, embora ainda permaneça superior à média do estado. O crescimento concentra-se cada vez mais nos municípios periféricos, reduzindo-se ano após ano a participação de Belo Horizonte. Desde a década de 1980, Belo Horizonte cresce a taxas bem menores que a média da RMBH. Na década de 1990, enquanto a capital cresceu apenas 1,1% ao ano, a RMBH cresceu 3,9%. Em 2022, a população do município de Belo Horizonte chegou a reduzir 2,5%, ao passo que os moradores da região metropolitana na totalidade aumentou em 5,6%. A principal explicação para esse fenômeno é o reduzido espaço territorial de BH, que encarece o preço dos terrenos na cidade e leva a população a morar em municípios fora da capital mineira.
A população da Região Metropolitana de Belo Horizonte no Censo Demográfico de 2022 somou o total de 5.733.783 habitantes, sendo 5.128.282 moradores nos 34 municípios metropolitanos e outros 605.501 nos 16 do colar metropolitano, figurando como a terceira maior aglomeração urbana do Brasil, e a 60º maior do mundo.  Os municípios mais populosos da RMBH são, em ordem decrescente, Belo Horizonte, Contagem, Betim e Ribeirão das Neves, que juntas reúnem aproximadamente dois terços da população da região metropolitana.
O processo de conurbação da Grande BH começou no final da década de 1940 pelo Vetor Oeste quando Belo Horizonte, Contagem e Betim se ligaram, no chamado Eixo Industrial, mesma época também da primeira fase de crescimento do Vetor Norte, na mesma época. Entretanto, das dezenas de municípios que hoje compõem a RMBH, apenas 13 estão efetivamente conurbados, o que leva alguns especialistas a defenderem uma redução do número de cidades pertencentes à RMBH. Outros argumentam que alguns municípios não-conurbados da RMBH são responsáveis por funções de interesse comum, como a preservação de mananciais, devendo, portanto, fazer parte de região metropolitana. Atualmente, são dois os vetores principais que puxam o crescimento da conurbação metropolitana em direções opostas: o Vetor Norte e o Vetor Sul. 

### Vetor oeste
O Crescimento populacional desta região foi intenso começando nos anos 40 até se consolidar, no final dos anos 70. Este período foi marcado por importantes intervenções públicas que definiram os futuros processos de expansão da capital e sua conurbação com os municípios de Contagem e Betim.
Em 1946 foi inaugurada a Cidade Industrial em Contagem, onde grandes extensões de terrenos foram financiados a partir dos anos cinquenta. Isso atraiu diversas indústrias para a região principalmente para Contagem e Betim, ao longo da BR 381, a Rodovia Fernão dias, saída para São Paulo. Essas indústrias demandaram muita mão de obra, atraindo muitos trabalhadores para a área.
No Início dos anos 70, o governador de Minas Gerais, Rondon Pacheco, promoveu acordo de interesses com o presidente da FIAT Automóveis para a instalação da fábrica em Betim. A fabrica da FIAT veio então a ser inaugurada em 1976, demandando ainda mais trabalhadores, e consequentemente consolidado o crescimento populacional na região.

### Vetor norte
Na década de 1940, o prefeito de Belo Horizonte, Juscelino Kubitschek, inaugurou Conjunto Arquitetônico da Pampulha e também construiu a Avenida Antônio Carlos, que liga o centro de Belo Horizonte à região. Somado a isso, o começo da aviação comercial no Aeroporto da Pampulha, são marcos que impulsionaram o crescimento da zona norte. Esses fatores estimularam à expansão periférica de baixa renda para os municípios a norte de Belo Horizonte, principalmente distrito de Justinópolis (Ribeirão das Neves) e São Benedito (distrito de Santa Luzia).
Já nos anos 2000, o governo estadual criou novos projetos que promovem o crescimento dos municípios do Vetor Norte. Dentre estes projetos estão o desenvolvimento do Aeroporto de Confins a partir de 2004; A transferência da sede do Governo do Estado para a Cidade Administrativa, no limite norte do município de Belo Horizonte, em 2010; e a construção da Linha Verde em 2007, uma via de transito rápido entre o Belo Horizonte e o Aeroporto de Confins.

### Vetor sul
A conurbação do Vetor Sul é bastante recente e ao contrario dos vetores Oeste e Norte, que tiveram estímulos do governo para seu crescimento, o Vetor Sul se desenvolve de maneira natural. A partir dos anos 2000, com a falta de espaço na nobre zona sul da cidade de Belo Horizonte, o crescimento da área urbana ultrapassou o limite territorial da capital em direção a Nova Lima. Os bairros formados a partir de então estão entre os de área mais cara da região metropolitana. A verticalização é uma característica marcante dessa região, que convive agora com trânsito intenso em meio a muitas construções de grandes edifícios.
O vetor sul também concentra grande número de condomínios horizontais fechados e bairros planejados, como o Alphaville Lagoa dos Ingleses

## Economia
O Produto Interno Bruto da Grande Belo Horizonte, calculado em 294,645 bilhões de reais em 2021, é o quarto maior entre as metrópoles do Brasil, atrás da Grande São Paulo, da Grande Rio de Janeiro, e da Região do Distrito Federal . A título de comparação, o PIB da Grande Belo Horizonte, também chamado de Produto Metropolitano Bruto, é maior do que o de países como a Bolívia, o Paraguai e o Uruguai estando também à frente de estados inteiros como Goiás, Pernambuco e Espírito Santo. Conforme os cálculos de 2021, o PIB da Região Metropolitana de BH representa 34,4% do PIB do estado de Minas Gerais.
A produção econômica é altamente concentrada em poucos municípios: as três maiores cidades - Belo Horizonte, Betim e Contagem - respondem juntas por cerca de 60%  do PIB da região metropolitana.

### Indústria

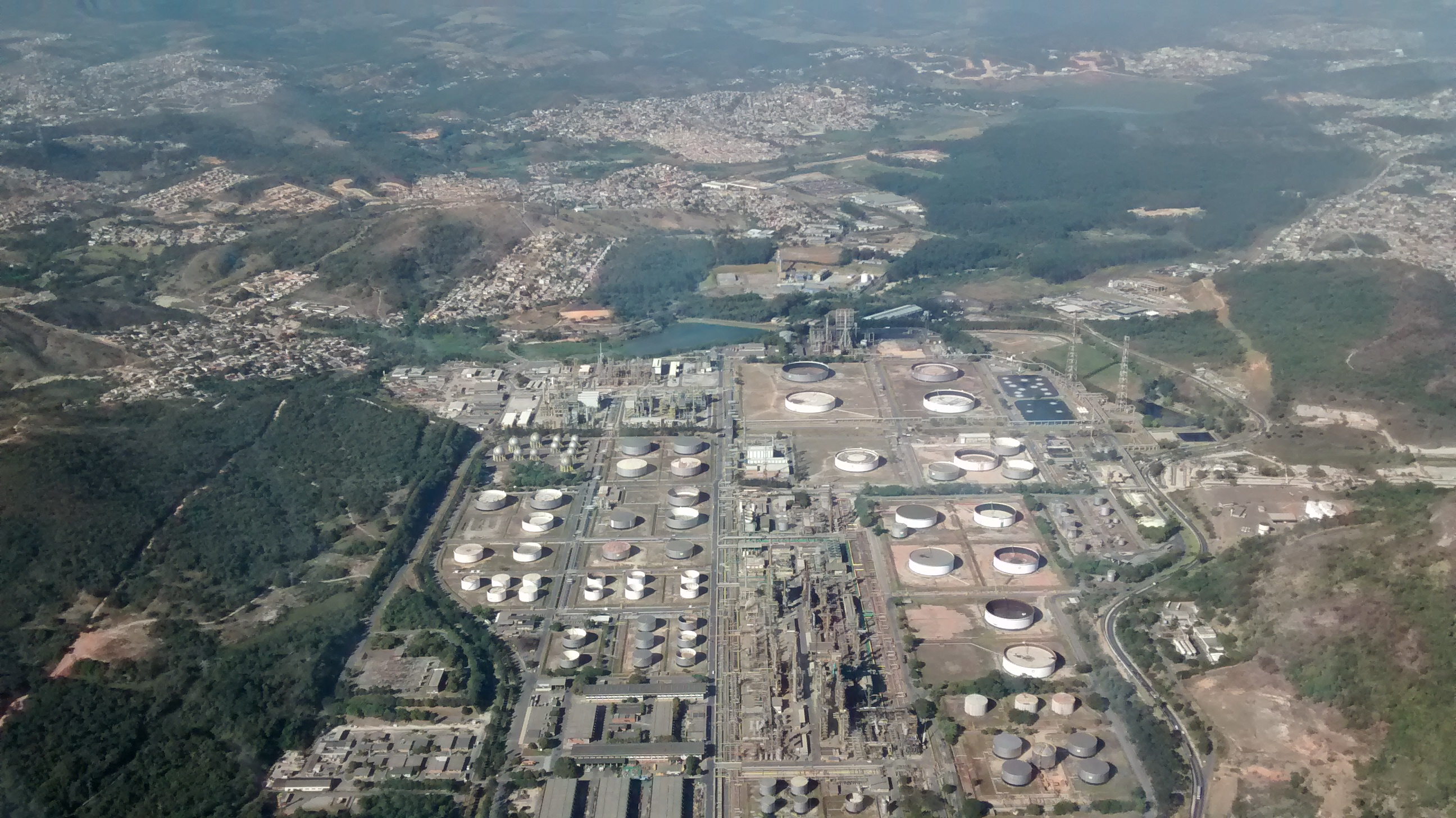
Refinaria da Petrobras, em Betim.

No ramo industrial, o  fica por conta das indústrias metalúrgica, automobilística, petroquímica e alimentícia. Betim, no Vetor Oeste, é a cidade que mais se destaca no setor industrial, sendo a cidade mais industrializada da região metropolitana, abrigando plantas industriais como a refinaria da Petrobras, a fábrica de automóveis da Fiat, dentre várias outras. Contagem, também no Vetor Oeste, merece destaque possuindo um grande e diversificado parque industrial. A cidade abriga muitas empresas fornecedoras de equipamentos automotivos para a fábrica de automóveis da Fiat, como o caso da Aethra, por exemplo.

### Mineração
A presença da RMBH no quadrilátero ferrífero garante uma participação importante da indústria extrativista mineral no PIB metropolitano. Nova Lima, Brumadinho e Itatiaiuçu, na região metropolitana, e ainda, São Gonçalo do Rio Abaixo e Itabirito, no colar metropolitano, são municípios que possuem grandes minas ativas, sendo a economia destes baseada na mineração. As mineradoras Vale, Anglo American e Ferrous atuam fortemente nas na extração de minério nestes municípios, garantindo o emprego de diversos profissionais na região metropolitana no ramo da mineração.

### Comércio e serviços
Os setores de comércio e serviços são muito importantes para a RMBH, sendo fortemente concentrados na cidade de Belo Horizonte, uma vez que, por se tratar de um município relativamente pequeno, com 331 km2, a cidade não possui vocação para abrigar indústrias que ocupariam muito espaço. A economia do município de Contagem também está baseada no comércio, já que no município está localizada a CEASA de Minas Gerais, que abastece toda a região metropolitana, além disso possui um centro comercial muito ativo na região do Eldorado. No setor de serviços é a Capital Mineira que abriga a grande maioria das sedes corporativas de grandes empresas estaduais, nacionais e multinacionais da região metropolitana.
Tecnologia da Informação e Biotecnologia
Ainda no âmbito do setor de serviços, Belo Horizonte é também um centro de excelência nas áreas de tecnologia da informação e biotecnologia. A cidade abriga mais de mil empresas de tecnologia da informação e cerca de 200 empresas de biotecnologia.
Em 2005, a UFMG, o Governo do Estado de Minas Gerais, a Prefeitura de Belo Horizonte, o SEBRAE-MG e FIEMG, com apoio da Fapemig e da FINEP, criaram o Parque Tecnológico de Belo Horizonte (BH-TEC) que é um condomínio que abriga empresas que se dedicam a produzir novas tecnologias e centros públicos e privados de Pesquisa & Desenvolvimento. Atualmente as empresas instaladas no BH-TEC desenvolvem softwares para prefeituras, governos e empreendedores de todo o Brasil.

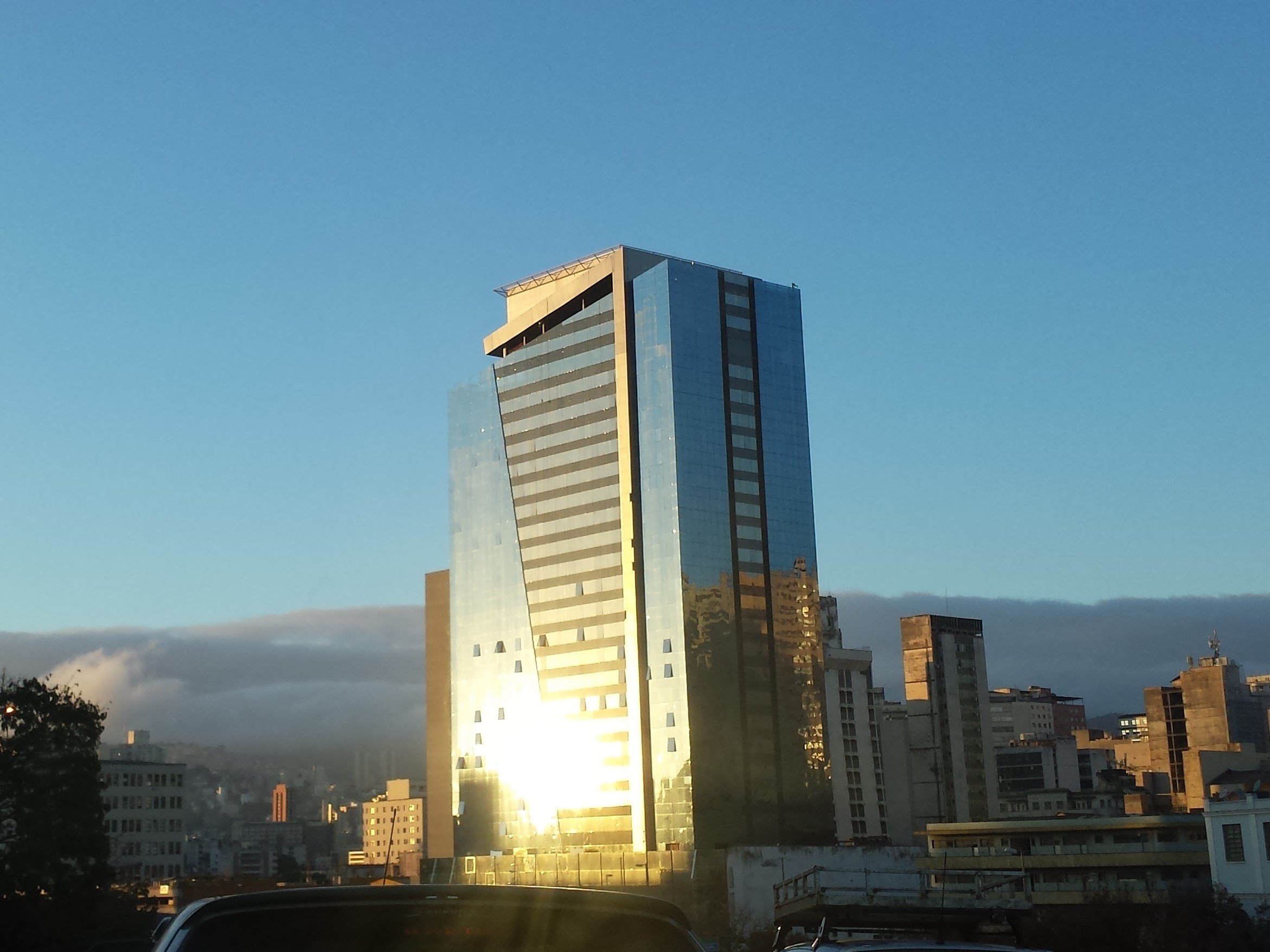
Arranha-céu revitalizado no centro da cidade de Belo Horizonte.

Também em 2005, o Google, uma das maiores companhias mundiais no setor de tecnologia da informação, instalou um escritório de engenharia de software  na cidade de Belo Horizonte, após a compra de uma pequena empresa criada por um grupo de professores da UFMG. Em 2016 a unidade foi ampliada e reinaugurada como Centro de Pesquisa e Desenvolvimento, sendo este um dos mais importantes da empresa no mundo em termos de desenvolvimento de ferramentas que melhoram o buscador online com impacto em 100% das buscas feitas no Google no mundo inteiro. Este centro em Belo Horizonte também é único do tipo na América Latina e também é um dos poucos no mundo que tem acesso ao algoritmo de buscas do Google.
Em 2012 a Embraer, fabricante de aviões brasileira, instalou em Belo Horizonte seu Centro de Engenharia e Tecnologia, com atividades voltadas para o desenvolvimento de projetos, o primeiro fora da sede da empresa, em São José dos Campos. Esta unidade em Belo Horizonte tem suas atividades voltadas para o desenvolvimento de produtos e serviços para o setor aeronáutico e de defesa e segurança. O Centro, hoje instalado no Centro Tecnológico de Minas Gerais (CETEC), passou por uma ampliação no ano de 2014 e futuramente deve ser transferido para o complexo do Centro de Tecnologia e Capacitação Aeroespacial (CTCA), no município de Lagoa Santa, na Grande BH, assim que este for concluído.
Já em 2015, foi inaugurado no município de Ribeirão das Neves, Região Metropolitana de Belo Horizonte, a primeira fábrica privada de semicondutores do hemisfério Sul a atuar em toda a etapa de produção, a Unitec. A Empresa tem como acionistas a Corporación America (CASA), o Banco Nacional de Desenvolvimento Econômico e Social (BNDES), o Banco de Desenvolvimento de Minas Gerais (BDMG), a Matec Engenharia e a WS In-Tecs, além da IBM, outra gigante no ramo da área de Tecnologia da Informação. A Unitec produz chips de 130 a 90 nanômetros que são usados em diversos tipos de aparelhos eletrônicos. Quanto menor o número de nanômetros, mais sofisticada a tecnologia.
O estado de Minas Gerais tem ainda liderança do setor da biotecnologia no país, criando e desenvolvendo projetos nos segmentos de saúde humana, saúde animal, meio ambiente e agronegócios. Diversas condições favoreceram a concentração geográfica da bioindústria no estado, entre elas incluem-se a tradição das escolas de medicina e históricas competências em bioquímica e farmácia; e a expertise das universidades e centros de pesquisa, que se aliaram a visões empreendedoras locais relativas à nichos de mercado ligados a produtos e serviços de saúde humana. Estes elementos sedimentaram a formação de um ambiente estimulante aos negócios em biotecnologia na região metropolitana. Em Belo Horizonte estão localizadas duas incubadoras de base biotecnológica: Habitat (Biominas) e o Inova (UFMG).

## Sistema de Gestão Metropolitana

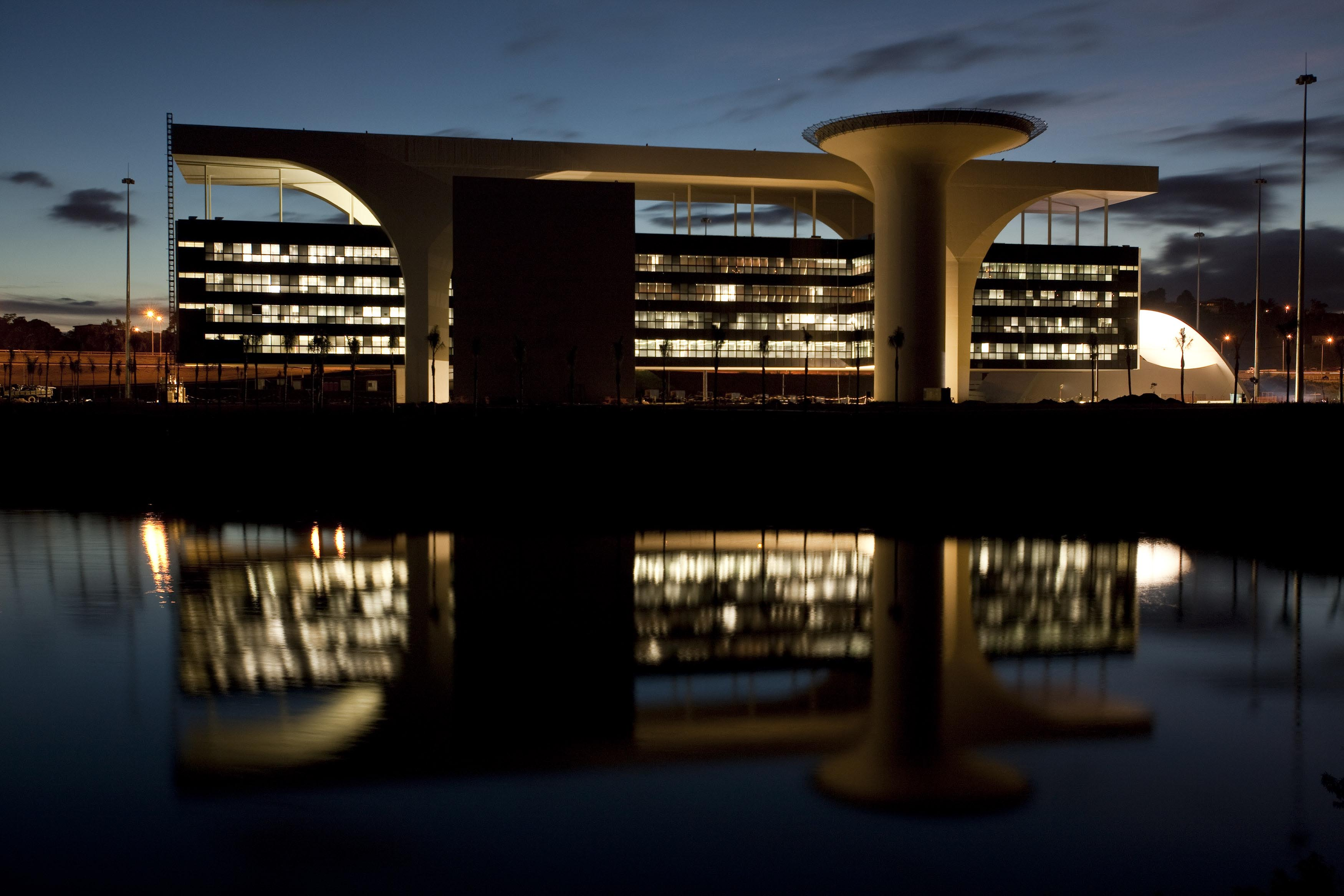
Cidade Administrativa - Sede do governo do Estado de Minas Gerais. Autoridade central na gestão metropolitana.

O área de atuação da Gestão Metropolitana se dá nas funções públicas de interesse comum aos municípios da região metropolitana, ou seja, funções de caráter supra-municipal. O Art. 8º da Lei Complementar Estadual nº 89, define o conjunto de funções de interesse comum metropolitano como sendo formado por: Transporte intermunicipal e sistema viário; Defesa contra sinistro e defesa civil; Saneamento básico; Uso do solo metropolitano; Gás canalizado; Cartografia e informações básicas; Preservação ambiental; Habitação; Rede de saúde; e Desenvolvimento socioeconômico.
A Constituição Federal atribui aos estados a competência para a instituição de regiões metropolitanas para integrar a organização, o planejamento e a execução de funções públicas de interesse comum.
 Portanto, o Governo do Estado de Minas Gerais é a principal liderança na gestão da Região Metropolitana de BH, embora não detenha exclusividade para criação e execução de políticas públicas na metrópole. Existem dificuldades na delimitação de poder entre o estado e o município, onde há o temor dos prefeitos municipais perderem autonomia em face de autoridades metropolitanas.
A legislação da Região Metropolitana de Belo Horizonte foi reformada em 2004 pelo Estado, por meio de uma Emenda à Constituição Estadual ( Emenda à Constituição nº 65, de 25/11/2004), garantindo a participação dos representantes dos municípios e também de representantes da sociedade civil na elaboração de políticas no âmbito metropolitano. Com essa reforma na legislação, a Constituição Estadual passou a determinar que na região metropolitana deve haver uma Assembleia Metropolitana; um Conselho Deliberativo de Desenvolvimento Metropolitano; uma Agência de Desenvolvimento, com caráter técnico e executivo; um Plano Diretor de Desenvolvimento Integrado; e um Fundo de Desenvolvimento Metropolitano.

### Órgãos de gestão
Assembleia Metropolitana
É o órgão de decisão superior, composto por:
- 4 representantes do Poder Executivo Estadual, responsáveis por definir as macrodiretrizes do planejamento metropolitano;
- 1 representante do poder legislativo estadual, pelos 34 prefeitos da RMBH e pelos 34 presidentes de Câmaras Municipais da RMBH, responsáveis por vetar, por deliberação de pelo menos dois terços do total de votos válidos na Assembleia, resolução emitida pelo Conselho Deliberativo.

Segundo a Lei Complementar Estadual nº 88/2006, as questões que envolvem os Municípios do colar metropolitano são tratadas por meio de resolução da Assembleia Metropolitana, assegurada a participação do Município diretamente envolvido no processo de decisão.
A Lei Complementar Estadual nº 107, de 12 de janeiro de 2009 determina que a Assembleia Metropolitana deve se reunir anualmente para a discussão de políticas publicas metropolitanas, ou sempre que houver convocação.

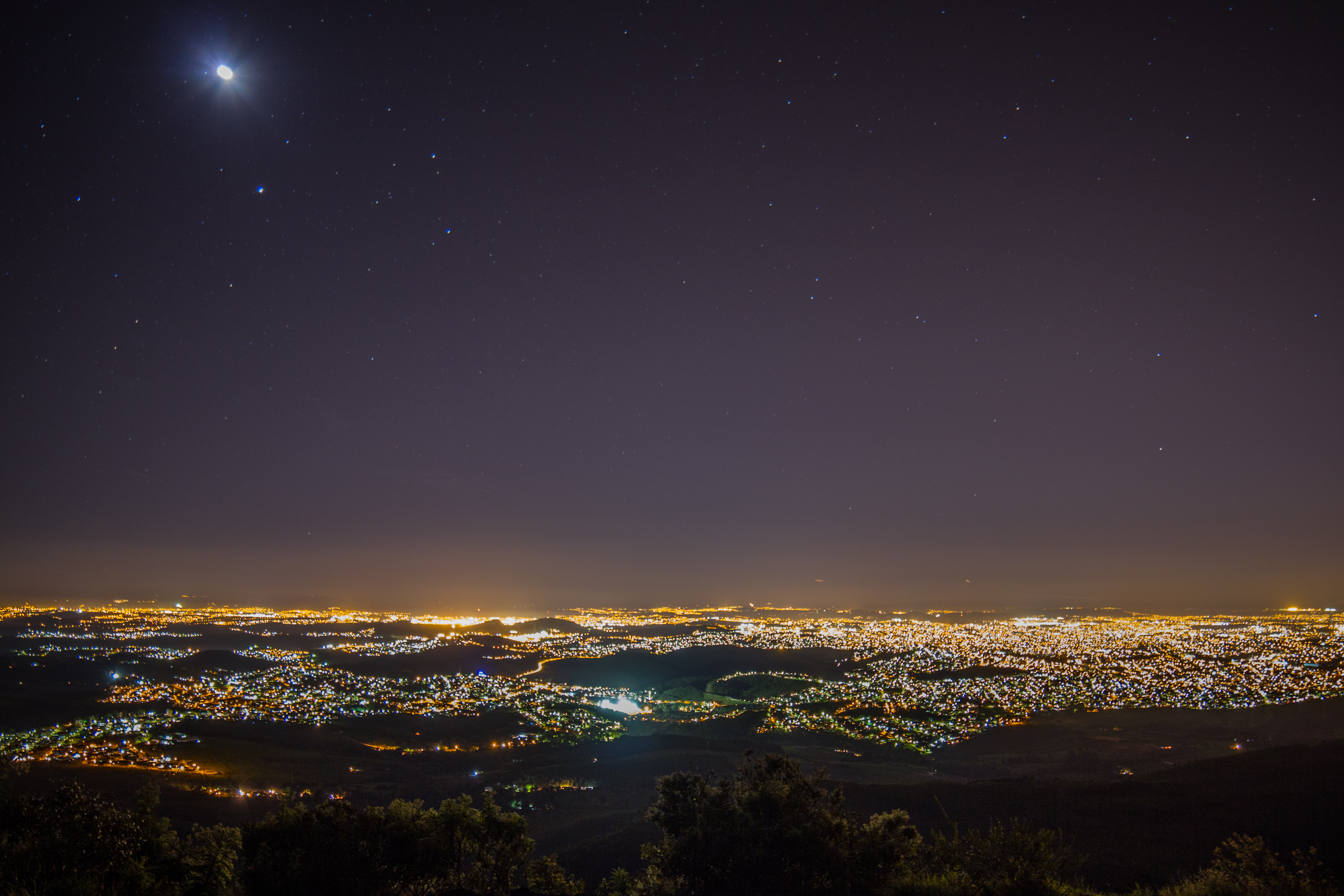
Vista noturna da Região Metropolitana de BH a partir da Serra do Rola-Moça.

Conselho Deliberativo de Desenvolvimento Metropolitano
É um órgão colegiado que toma decisões sobre as diretrizes traçadas no contexto metropolitano e estabelece normas a serem avaliadas pela Assembleia Metropolitana. Esta é uma forma de gestão na qual a direção é compartilhada por um conjunto de autoridades que tem por finalidade  assegurar a participação dos diferentes segmentos afetados pelas decisões.
Composição do conselho e suas atribuições:
- 5 representantes do poder Executivo Estadual responsáveis por provocar a elaboração e aprovar o Plano Diretor de Desenvolvimento Integrado;
- 2 representantes do poder legislativo estadual responsáveis por deliberar sobre os recursos destinados ao financiamento de projetos indicados no Plano Diretor;
- 2 representantes do município de Belo Horizonte responsáveis por fixar diretrizes e prioridades e aprovar o cronograma de desembolso dos recursos do Fundo Metropolitano;
- 1 representante do município de Contagem responsável por acompanhar e avaliar a execução do Plano Diretor,bem como aprovar as modificações que se fizerem necessárias à sua correta implementação;
- 1 representante do município de Betim, 3 representantes dos demais municípios da RMBH e 2 representantes da sociedade civil responsáveis por orientar, planejar, coordenar e controlar a execução das funções públicas de interesse comum. A sociedade civil, em uma conferência que ocorre de dois em dois anos, elege dois representantes dos cidadãos metropolitanos para o Conselho Deliberativo.

Outras funções do Conselho Deliberativo:
- Estabelecer as diretrizes da política tarifária dos serviços de interesse comum metropolitanos;
- Aprovar os balancetes mensais de desembolso e os relatórios semestrais de desempenho do Fundo de Desenvolvimento Metropolitano;
- Aprovar os relatórios semestrais de avaliação de execução do Plano Diretor de Desenvolvimento Integrado e de seus respectivos programas e projetos;

Comitês Técnicos - São também formações colegiadas que dão assessoria técnica ao Conselho Metropolitano com participação direta das
Prefeituras Municipais, e envolvimento das Secretarias Estaduais e órgãos setoriais afetos ao tema em questão, com destaque para a SEDRU e a SEMAD, a COPASA e a CEMIG, dentre outros.
Atualmente, os dois principais comitês técnicos são relacionados ao tratamento de resíduos sólidos e à mobilidade na Região Metropolitana.
Agência de Desenvolvimento da RMBH

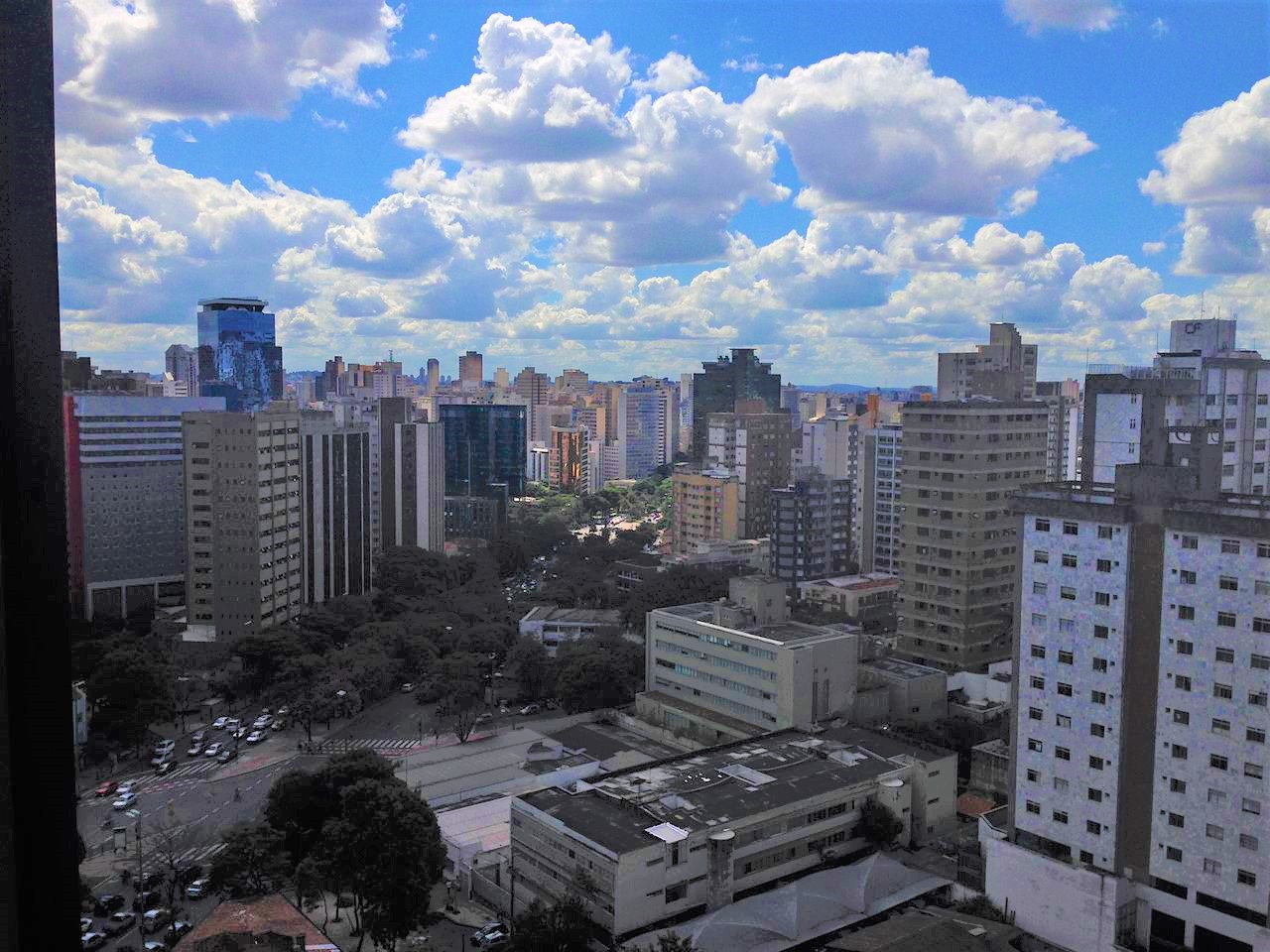
Hipercentro de Belo Horizonte, área circundada pela Avenida do Contorno, onde se encontram sedes de empresas como Localiza e Seculus.

Instituída pela Lei Complementar 107, de 2009, a "Agência RMBH" é uma autarquia territorial e especial, de caráter
técnico e executivo, encarregada de promover a gestão compartilhada de funções públicas de interesse comum às cidades da Grande Belo Horizonte. Essa autarquia é subordinada à Secretaria de Estado de Desenvolvimento Regional, Política Urbana e Gestão Metropolitana - Sedru.
Seus objetivos operacionais são:
- Ordenar o uso e a ocupação do solo metropolitano;
- Induzir a formação sustentável das novas centralidades metropolitanas;
- Desenvolver a infraestrutura de saneamento básico nos territórios metropolitanos, com enfoque na gestão de resíduos sólidos; e
- Formular e implementar soluções intermodais de mobilidade e acessibilidade,  em parceria com os sistemas de transporte municipais, estadual e federal.

Competências Legais:
- Promover a implementação de planos, programas e projetos de investimento estabelecidos no Plano Diretor de Desenvolvimento Integrado;
- Propor estudos técnicos de interesse regional, compatibilizando-os com os interesses do Estado e dos municípios integrantes da RMBH; e
- Propor normas, diretrizes e critérios para compatibilizar os planos diretores dos municípios integrantes da RMBH com o Plano Diretor de Desenvolvimento Integrado.

Outras Competências:
- Realizar a articulação entre instituições públicas e privadas para a captação de recursos de investimento ou financiamento para o desenvolvimento integrado da RMBH;
- Fornecer suporte técnico e administrativo à Assembleia Metropolitana e ao Conselho Deliberativo de Desenvolvimento Metropolitano e estabelecer intercâmbio de informações com organizações públicas ou privadas, nacionais ou internacionais;
- Desenvolvimento e manutenção de banco de dados com informações necessárias ao planejamento e à elaboração dos programas e planos a serem desenvolvidos;
- Colaborar para o desenvolvimento institucional dos municípios integrantes da RMBH;
- Apoiar os municípios na elaboração de projetos de desenvolvimento metropolitano para fins da habilitação a recursos do Fundo de Desenvolvimento Metropolitano; e
- Exercer poder de polícia administrativa, notadamente no tocante à regulação urbana metropolitana.

### Planejamento e financiamento
Plano Diretor de Desenvolvimento Integrado
O PDDI é resultado de um debate público que estabeleceu como principal referência para o planejamento metropolitano integrado a construção de um sentido de cidadania metropolitana.
O objetivo deste plano diretor é construir um processo de planejamento metropolitano na RMBH envolvendo seus municípios,o Colar Metropolitano, o estado de Minas Gerais, os órgãos federais ali atuantes, a sociedade civil organizada em seus movimentos sociais e associações empresariais e populares.
O plano contém uma proposta de reestruturação territorial metropolitana e aborda quatro eixos temáticos integradores: Acessibilidade; Seguridade; Urbanidade; e Sustentabilidade.

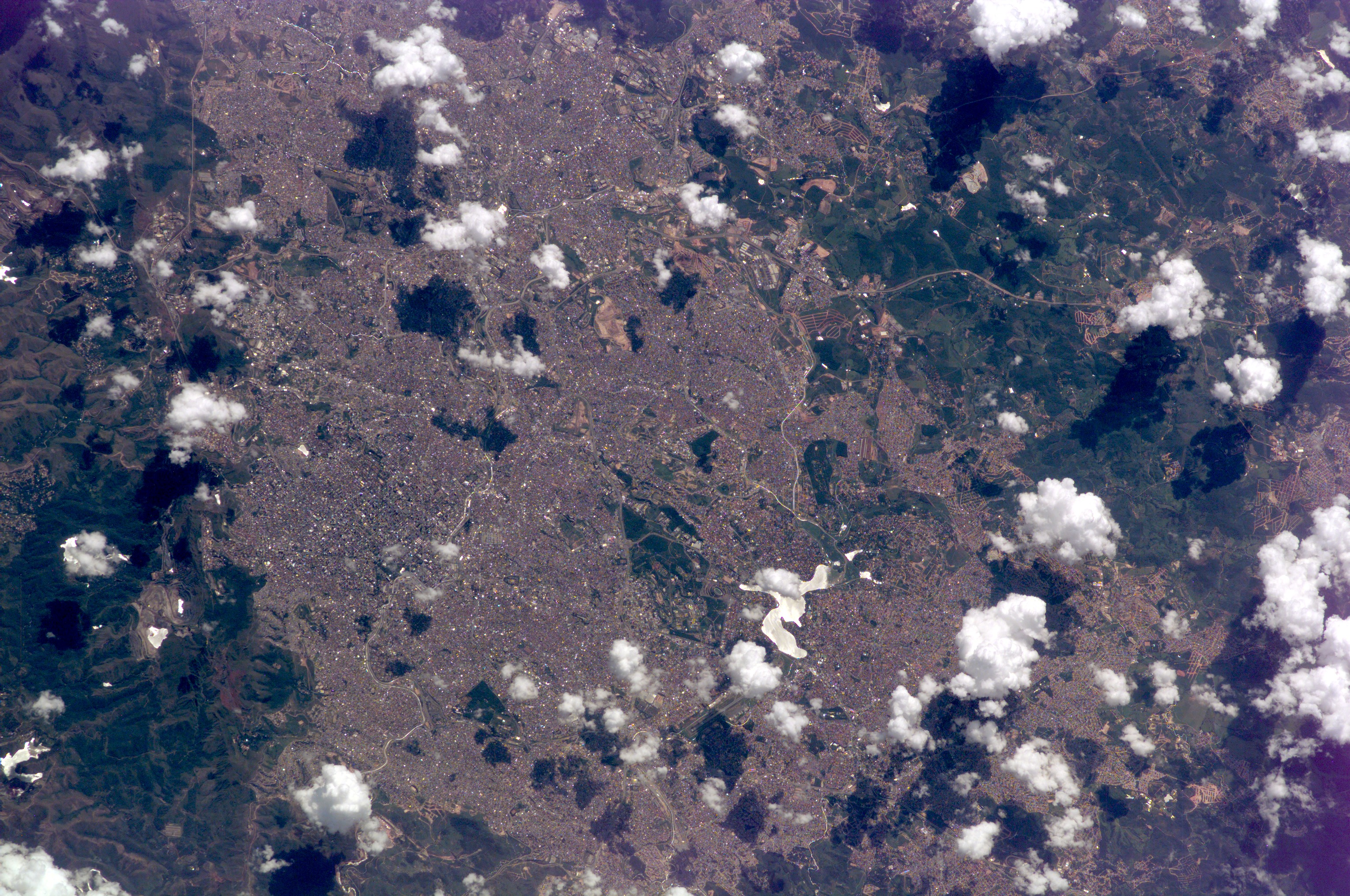
Foto de satélite mostrando a cidade de Belo Horizonte e parte das cidades de Contagem, Ribeirão das Neves e Nova Lima.

Fundo de Desenvolvimento Metropolitano
O Fundo de Desenvolvimento Metropolitano (FDM ), instituído pela Constituição do Estado, tem como objetivos o financiamento da implantação de programas e projetos estruturantes e a realização de investimentos relacionados a funções públicas de interesse comum nas Regiões Metropolitanas do Estado, conforme diretrizes estabelecidas pelo Plano Diretor de Desenvolvimento Integrado da região metropolitana.
O FDM é formado por:
- 1 representante do órgão gestor – (Secretaria de Estado de Desenvolvimento Regional, Política Urbana e Gestão Metropolitana - Sedru) com o objetivo de gerir o financiamento da implantação de programas e projetos prioritários;
- 1 representante da Secretaria Estadual de Planejamento e Gestão, 1 representante do agente financeiro (Banco Estadual de Desenvolvimento – BDMG), 1 representante da Secretaria de Estado da Fazenda e 2 representantes da Região Metropolitana nomeados pelo Conselho Deliberativo. Este grupo tem por objetivo a realização de investimentos relacionados às funções públicas de interesse comum na região metropolitana, em acordo com as diretrizes estabelecidas no Plano Diretor.

Os recursos do FDM são compostos principalmente por recursos do estado e dos municípios, na proporção de 50% de recursos do Estado e 50% de recursos dos Municípios que integram a região metropolitana, proporcionalmente à receita corrente líquida de cada Município. Compõem ainda o Fundo: dotações orçamentárias, transferências do governo federal, operações de crédito internas ouexternas, doações e outros.

## Infraestrutura

### Transportes
Controle de tráfego e transporte público

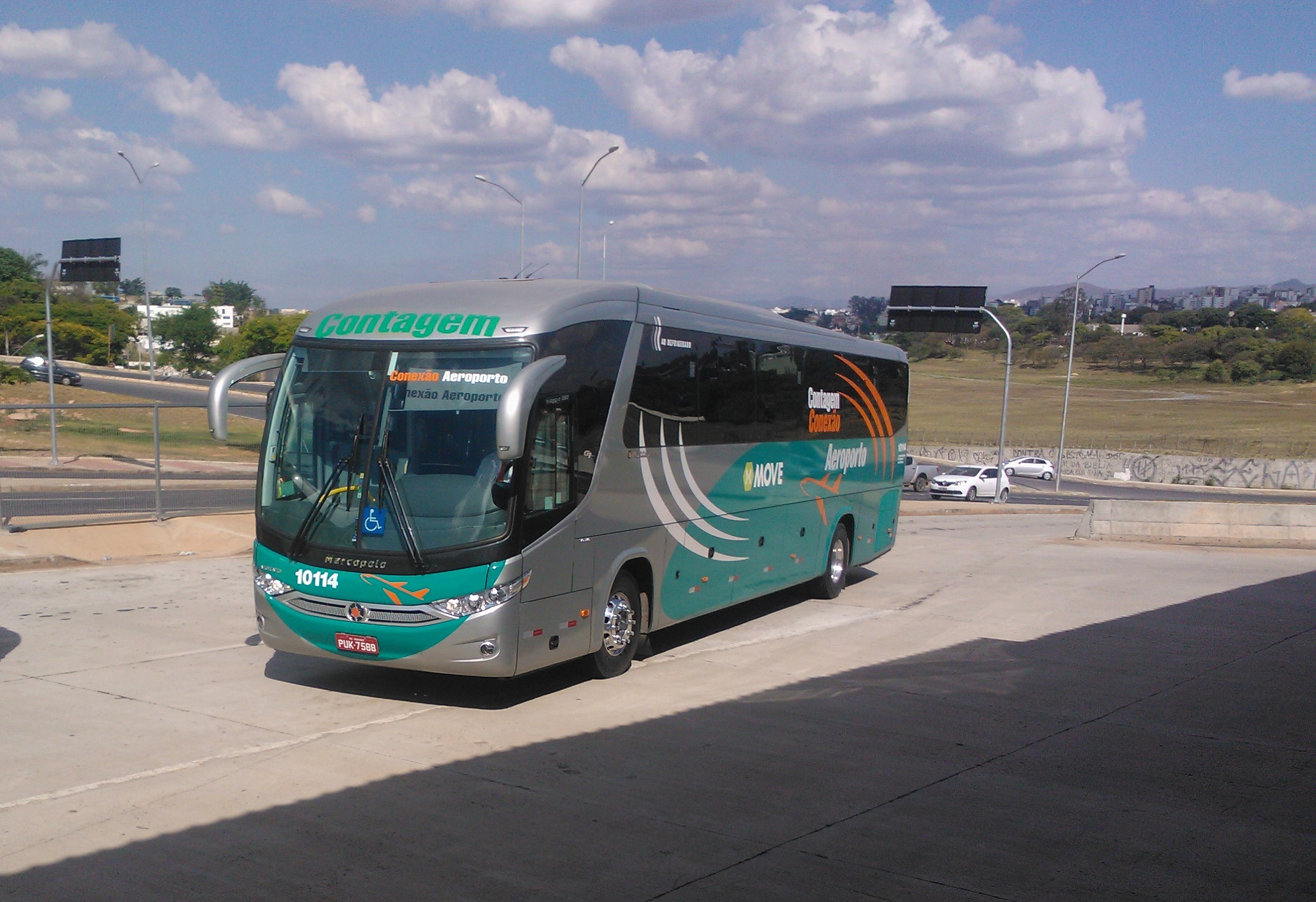
Ônibus do sistema MOVE metropolitano de BH.

De 1978 até o ano de 1994 o controle do tráfego e do transporte público de todos os municípios da RMBH era centralizado e geranciado pelo governo do estado de Minas Gerais, através de uma empresa pública e, em um segundo momento, por uma autarquia.
Em 1978 Foi criada a empresa pública estadual Metrobel (Companhia de Transportes Urbanos da Região Metropolitana de Belo Horizonte), que assumiu o gerenciamento do trânsito de toda a Região Metropolitana, incluindo o transporte público municipal e intermunicipal. Após a criação da Metrobel, as prefeituras ficaram responsáveis somente pela manutenção e conservação das vias públicas de cada cidade.
A Lei Estadual de nº 9527, de 29 de dezembro de 1987, criou a Secretaria de Estado de Assuntos Metropolitanos. O artigo 2º cria a autarquia Transmetro (Transporte Metropolitano), passando a suceder a METROBEL, que então foi extinta. Na seção V, no seu artigo 22 diz que a Transmetro, tem por finalidade implantar, administrar e operar, diretamente e por contratação de terceiros, os serviços de interesses comuns dos municípios integrantes da Região Metropolitana, relativos a transportes e sistema viário. O Estado fica no gerenciamento do transporte coletivo da cidade de Belo Horizonte até 1991.
No início dos anos 90, a Transmetro gradualmente transferia suas atribuições e competências de âmbito municipal para as prefeituras e de âmbito metropolitano para o DER/MG (Departamento de Estradas e Rodagem), até ser extinta em 1994. Desta maneira, o gerenciamento de tráfego nos municípios e do transporte coletivo nas linhas intramunicipais passou a ser executado pelas prefeituras, que em alguns casos criaram empresas públicas municipais para execução de tais finalidades, como o caso da BHTRANS, na cidade de Belo Horizonte, e a Transcon, em Contagem. Agora, somente o transporte intermunicipal e o sistema viário de âmbito metropolitano ficaram a cargo do estado, por meio do DER.
Frota de veículos
De acordo como o relatório de outubro de 2014 do DENATRAN, a cidade de Belo Horizonte sozinha possui 1,6 milhão de veículos. As três maiores cidades da região metropolitana ( Belo Horizonte, Contagem e Betim) somam juntas mais de 2 milhões de veículos. Esse número de apenas três municípios representa cerca de 70% da frota de toda região metropolitana, incluindo o colar metropolitano.
Em números absolutos a Grande Belo Horizonte possui o total de 2.994.409 veículos, contando com o Colar Metropolitano. A RMBH sem o Colar possui o total de 2.701.496 veículos, enquanto o Colar isoladamente possui 292.913 veículos.
Relacionando a frota de veículos com a população total da RMBH temos 1 veículo para cada 0,52 habitantes, matematicamente falando. Em outras palavras, é aproximadamente 1 veículo para cada 2 habitantes de toda a Região Metropolitana.
Metrô
Atualmente, o metrô, administrado pela CBTU, abrange as duas maiores cidades da Grande BH - Belo Horizonte e Contagem. São ao todo 19 estações, sendo 18 estações em Belo Horizonte e 1 estação em Contagem. A única linha começa no bairro do Eldorado, em Contagem, seguindo para o Centro de Belo Horizonte, até a Estação Central, e continua, passando pela região Leste da Capital até terminar na região de Venda Nova, na Zona Norte de BH.
A projeção para os próximos anos é que o metrô seja ampliado com mais 11 estações em Belo Horizonte, atendendo a regional do Barreiro e a Savassi, na Zona Sul da cidade, e mais 1 estação em Contagem, no bairro Novo Eldorado. Ao fim deste projeto, a Região Metropolitana contará com 31 estações do metrô.
Trem interestadual
A Grande Belo Horizonte juntamente com a Grande Vitória são as únicas regiões metropolitanas do país que possuem uma linha de trem interestadual, a Estrada de Ferro Vitória a Minas (EFVM). Esta linha liga Belo Horizonte à cidade de Vitória, no Espírito Santo, passando por importantes cidades do Leste de Minas, como Ipatinga e Governador Valadares.
Em 2014, a Companhia Vale do Rio Doce (CVRD), operadora da linha, adquiriu novas frotas de trens, contendo classes executivas e econômicas. Ao todo a composição completa pode transportar 1,5 mil passageiros na viagem que dura 13 horas, fazendo paradas em 39 municípios de Minas Gerais e do Espírito Santo.
Rodovias

Acessos de Belo Horizonte, com projeto do Rodoanel.

A Região Metropolitana de Belo Horizonte é cortada por três importantes rodovias federais:
BR-381 a sudoeste, com o nome Rodovia Fernão Dias, dá acesso à cidade de São Paulo, passando pelo Sul de Minas; a Nordeste, dá acesso ao norte do Espírito Santo, passando pelo leste de minas, e também é caminho para a região Nordeste do Brasil.
BR-040 a sudeste, dá acesso à cidade do Rio de Janeiro; a noroeste, dá acesso a Capital Federal, Brasília e também é caminho para o norte de Minas.
BR-262 a leste, acesso a cidade de Vitória, no Espírito Santo; a oeste acesso à região do Triângulo Mineiro e Região Centro Oeste do Brasil
Também possui importantes rodovias estaduais:
MG-050 a sudoeste, acesso a região norte do Estado de São Paulo, passando pela região Oeste de Minas.
MG-010 - Linha Verde a norte, via de acesso ao Aeroporto Internacional de Confins.
Todas essas rodovias são interligadas pelo Anel Rodoviário, que contorna a área central de Belo Horizonte.
Ferrovias
Além da Estrada de Ferro Vitória a Minas (EFVM), a Região Metropolitana de Belo Horizonte também é cortada por duas importantes ferrovias. Originalmente, ambas integrantes da SR-2 da Rede Ferroviária Federal (RFFSA):
Estrada de Ferro Central do Brasil a sudeste, dando acesso às cidades de Juiz de Fora e Rio de Janeiro; ao norte, dando acesso às cidades de Montes Claros e Monte Azul. O transporte local de passageiros nessa linha se dividia entre interestadual (para o Rio de Janeiro) e intermunicipal (longo percurso (para Montes Claros), médio percurso (para Conselheiro Lafaiete) e urbano (para Rio Acima)), tendo sido operado até a década de 1990, quando a linha foi concedida à MRS Logística (no trecho sudeste) e à Ferrovia Centro Atlântica (no trecho norte).
Estrada de Ferro Oeste de Minas ao oeste, dando acesso às cidades de Divinópolis e Iguatama. Por essa linha, o transporte intermunicipal de passageiros se dividia entre médio percurso (para Divinópolis) e urbano (para Betim), tendo sido operado até a década de 1980, quando da construção do Metrô de Belo Horizonte. Em 1996, a linha foi concedida à Ferrovia Centro-Atlântica (atual VLI), mantendo-se parte do Corredor Centro-Leste, que direciona cargas vindas de Goiás aos portos do Espírito Santo, via EFVM.
Aeroportos

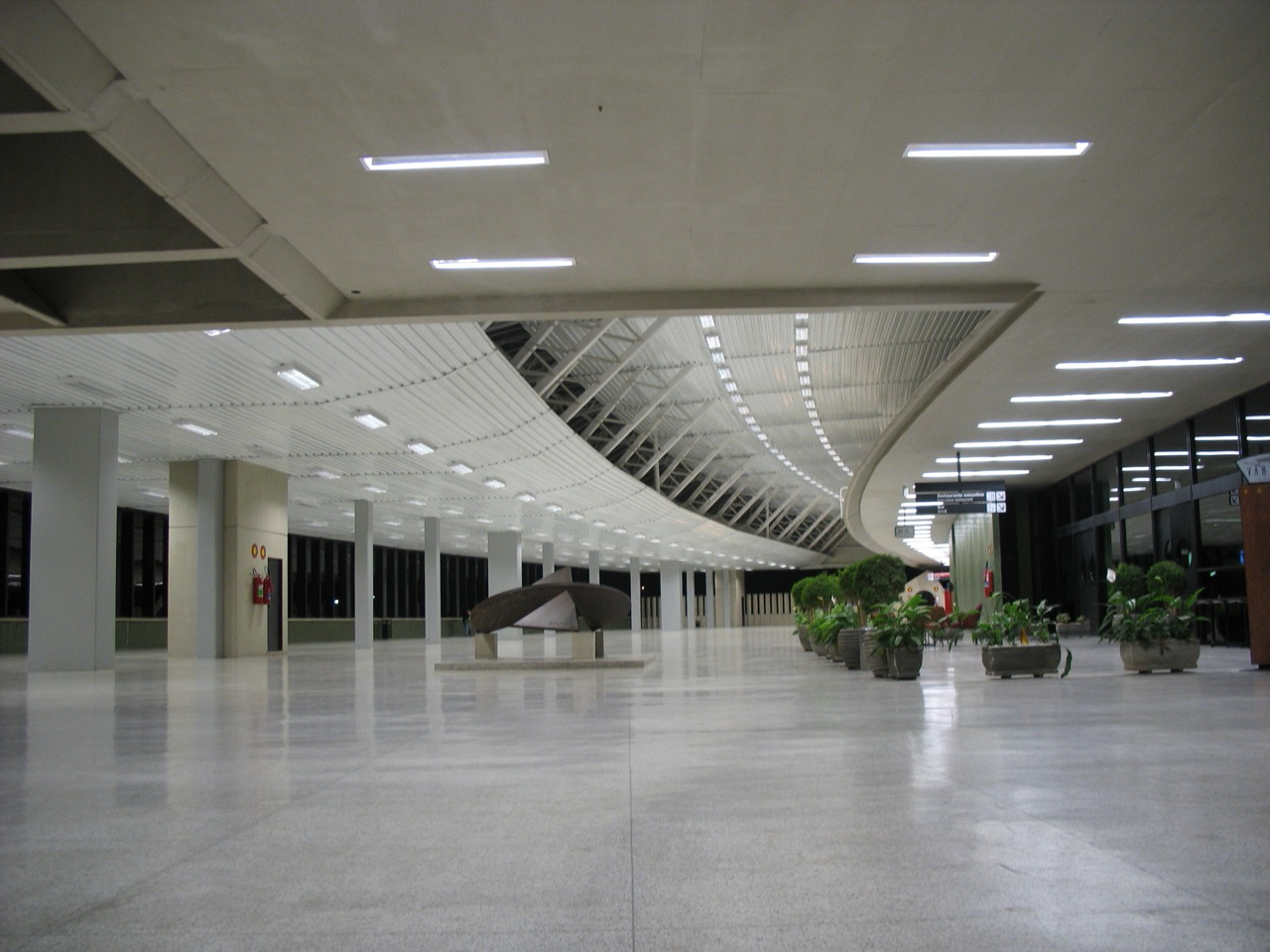
Interior do Aeroporto Internacional de Confins.

A Grande Belo Horizonte possui ao todo quatro aeroportos.
- Aeroporto Internacional de Confins - localizado no município de Confins, é o maior aeroporto da região metropolitana e do estado, com voos domésticos ligando Belo Horizonte a cidades todas as cinco regiões do Brasil e também voos internacionais, com destino à Buenos Aires, Miami, Cidade do Panamá e Lisboa.
- Aeroporto da Pampulha - localizado na zona norte da cidade de Belo Horizonte aeroporto possui voos regionais que ligam a Capital Mineira a cidades do interior do estado e também a cidades de estados vizinhos.
- Aeroporto Carlos Prates - fica na região noroeste de Belo Horizonte e atende voos não regulares das empresas de Táxi Aéreo, da Aviação Geral e de helicópteros. Nele funcionam escolas de aviação e também Aeroclube do Estado de Minas Gerais, responsáveis pela formação de profissionais da aviação. Ainda abriga a sede da fabricante de pequenos aviões Aero Bravo.
- Base Aérea de Lagoa Santa - é um aeroporto militar localizado no município de Lagoa Santa, usado para a inspeção, manutenção e reparação da frota de aeronaves da Força Aérea Brasileira.

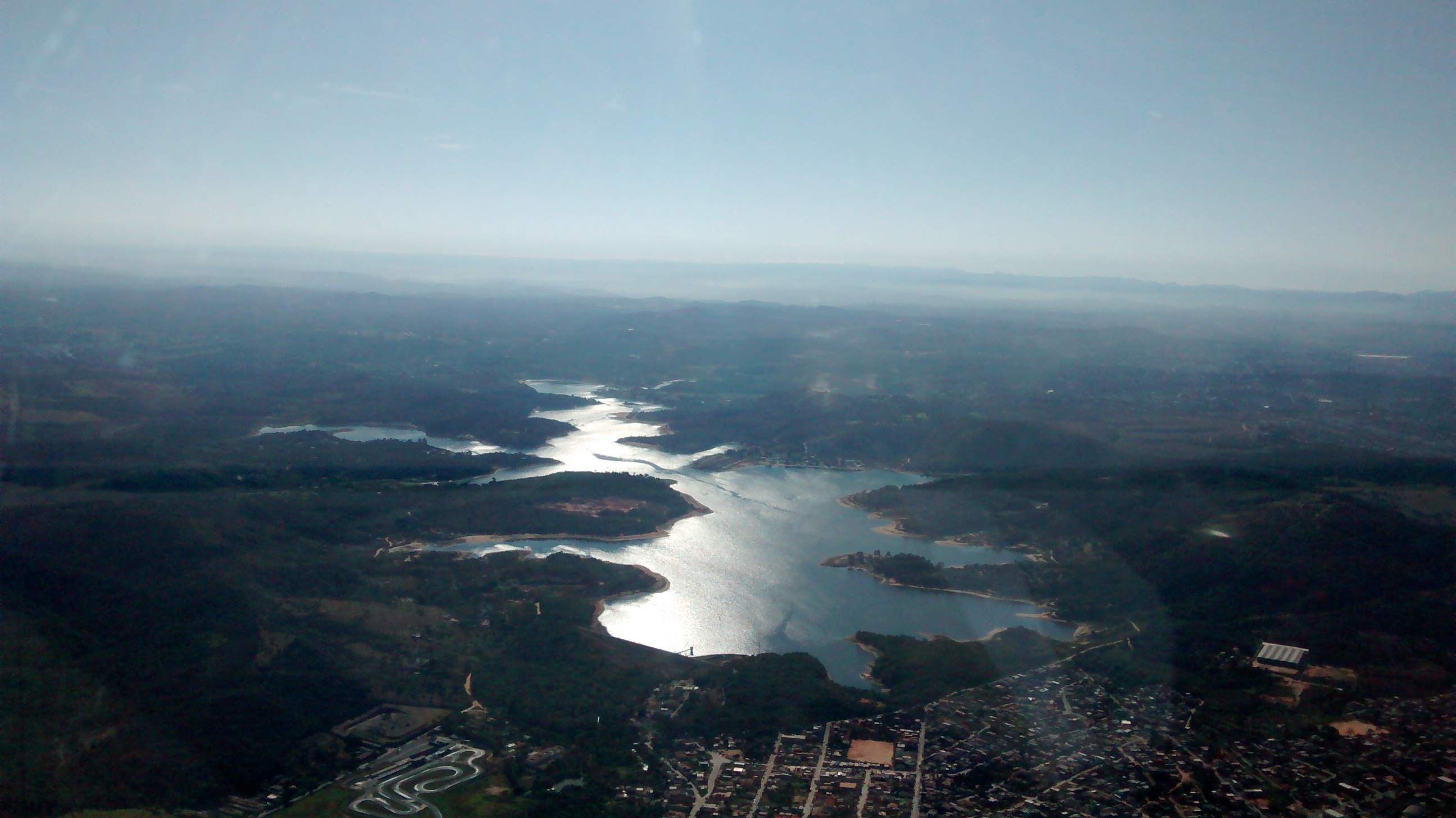
Reservatório Varzea das Flores, entre os municípios de Betim e Contagem.

### Saneamento
O fornecimento de água potável na região metropolitana é executado pela Companhia de Saneamento de Minas Gerais (COPASA) por meio do conjunto de empreendimentos denominado Sistema Integrado de Abastecimento de Água da RMBH. O Sistema Integrado é composto por sete grandes sistemas produtores, quais sejam:
- Sistema Rio das Velhas;
- Sistema Morro Redondo;
- Sistema Ibirité;
- Sistema Catarina;
- Sistema Paraopeba, que se subdivide em outros três sistemas:
  - Sistema Vargem das Flores,
  - Sistema Serra Azul,
  - Sistema Rio Manso;

## Turismo
|                                                              |  |                                              |
| Casarões da Rua Direita, no centro histórico de Santa Luzia. |  | Lago no Inhotim, no município de Brumadinho. |

A Região Metropolitana de Belo Horizonte possui variados atrativos turísticos, que vão desde patrimônios culturais e artísticos, passando pela gastronomia mineira, até grandes feiras e eventos.

### Centros Históricos
Embora a cidade de  Belo Horizonte tenha sua fundação relativamente recente, em 1897, outras cidades da região metropolitana já existiam há muito tempo. É o caso de Caeté, fundada em 1714, Santa Luzia,  fundada em 1692, e Sabará, fundada em 1675. Essas três cidades possuem centros históricos preservados, com casarões do período colonial e igrejas centenárias do estilo barroco.

### Inhotim

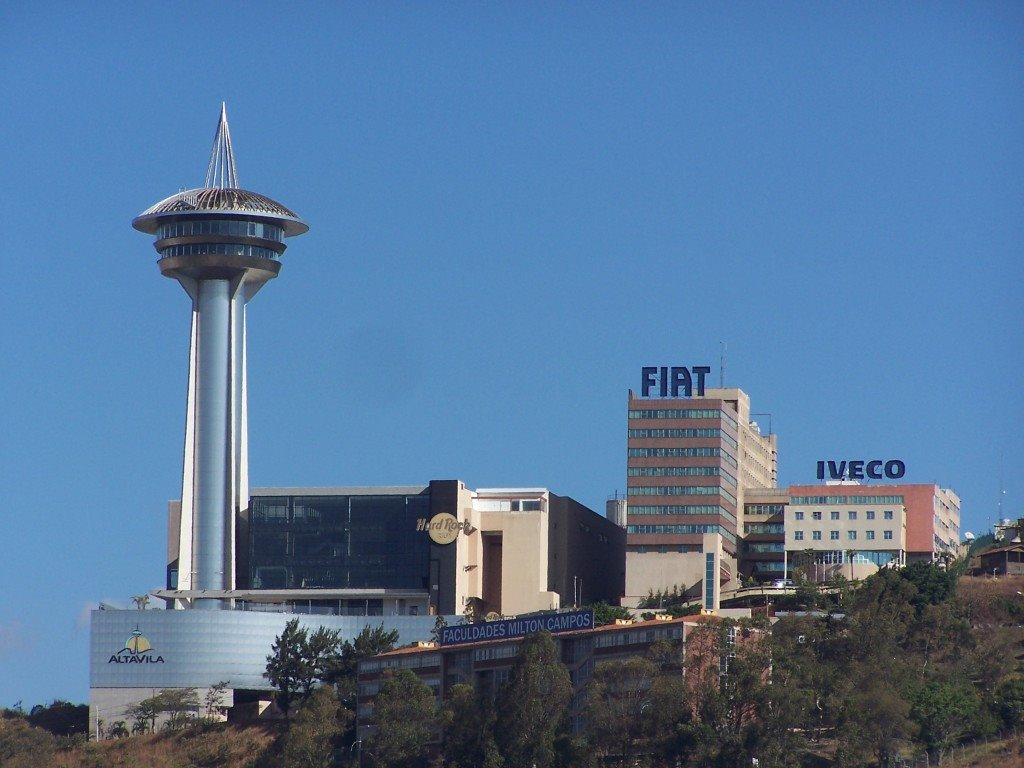
Torre Piemonte.

O Instituto Inhotim é uma Reserva Particular de Patrimônio Natural contendo um dos mais importantes acervos artísticos do Brasil. Está localizado em  uma área de 786,06 hectares, no município de Brumadinho, a 55 km do centro de Belo Horizonte. É internacionalmente conhecido por possuir um dos mais relevantes acervos de arte contemporânea do mundo e uma coleção botânica que reúne espécies raras e de todos os continentes.

### Torre Piemonte
A Torre Piemonte, é uma torre panorâmica que compõe o centro comercial Alta Vila Class Center, inaugurado em 2005 na divisa dos municípios de Nova Lima e Belo Horizonte, em Minas Gerais. Sua altura total é de 101 metros, mas o que ressalta a torre é sua localização no topo de um maciço montanhoso, entre a Serra do Curral e a Serra do Rola-Moça, estando a 432 metros acima do nível do centro de Belo Horizonte e a menos de 10 quilômetros da Praça Sete. A esta altitude, a torre proporciona uma ampla visão em 360° da cidade de Belo Horizonte e cidades vizinhas, além das montanhas de minas.
A torre é toda revestida de aço inoxidável, tendo sido usado um total de 50 toneladas do material no revestimento. A Piemonte também recebeu iluminação noturna com tecnologia LED, que permite a alternância das cores branco, azul, vermelho e âmbar na iluminação. Tais feitos enaltecem a visibilidade da torre, que pode ser vista praticamente de qualquer ponto da Região Metropolitana de Belo Horizonte.

### Praça da Liberdade

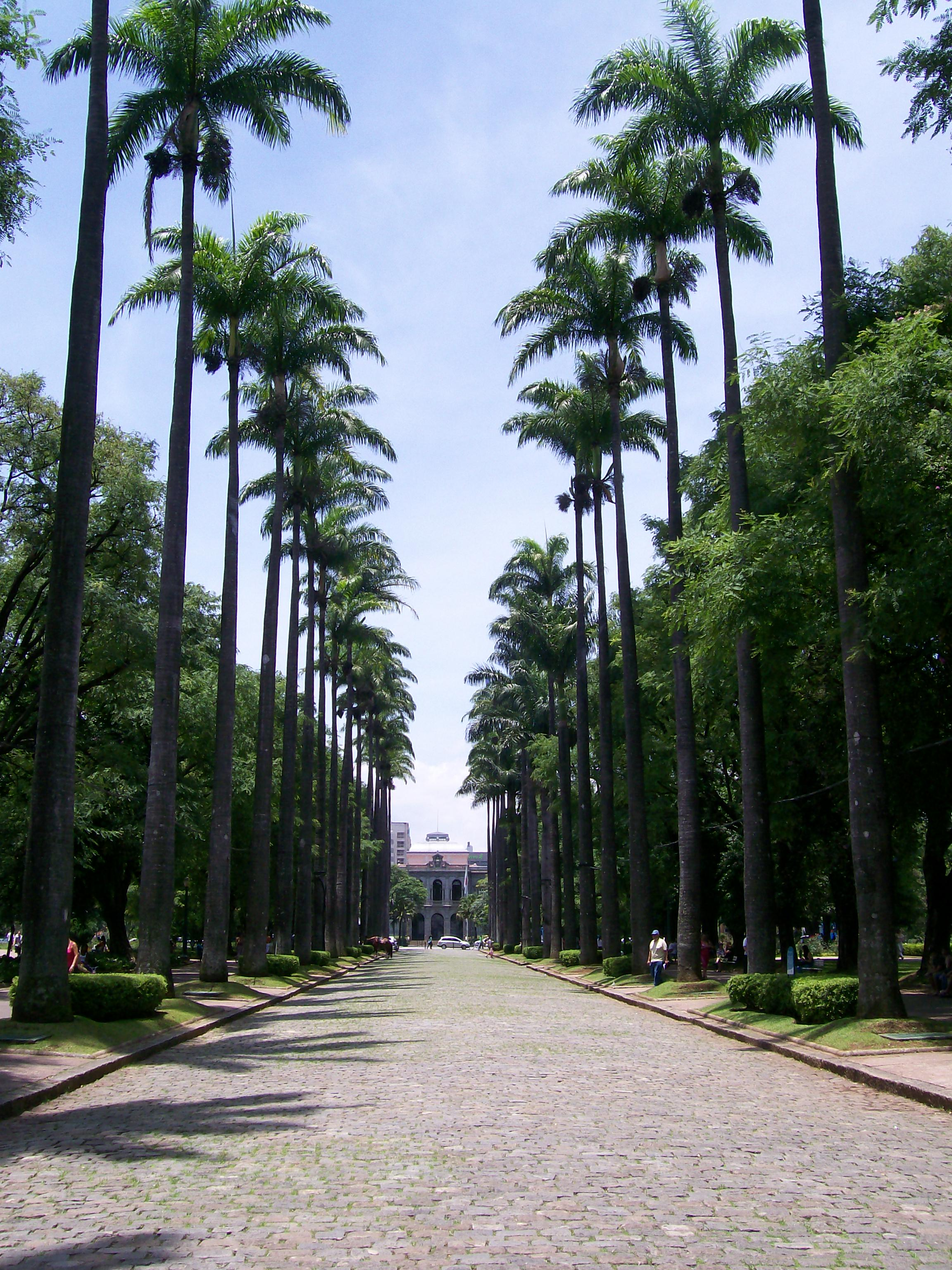
Alameda de palmeiras na Praça da Liberdade.

O Circuito Cultural formado no entorno da Praça da Liberdade, em Belo Horizonte, é um conjunto integrado de espaços culturais criados a partir de parcerias público-privadas. Em 2014, mais de 1 milhão de pessoas visitaram o Circuito Cultural, que reúne os seguintes espaços:
- Arquivo Público Mineiro
- Biblioteca Pública Estadual Luiz de Bessa
- Casa Fiat de Cultura
- Cefar Liberdade - escola de Teatro, Dança e Música.
- Centro Cultural Banco do Brasil
- Centro de Arte Popular - Cemig
- Espaço do Conhecimento UFMG
- Horizonte Sebrae - Casa da Economia Criativa
- Memorial Minas Gerais Vale
- MM Gerdau - Museu das Minas e do Metal
- Museu Mineiro
- Museu Clube da Esquina
- Palácio da Liberdade
- Praça da Libertade - que todos os anos recebe uma decoração especial no Natal.

### Conjunto da Pampulha

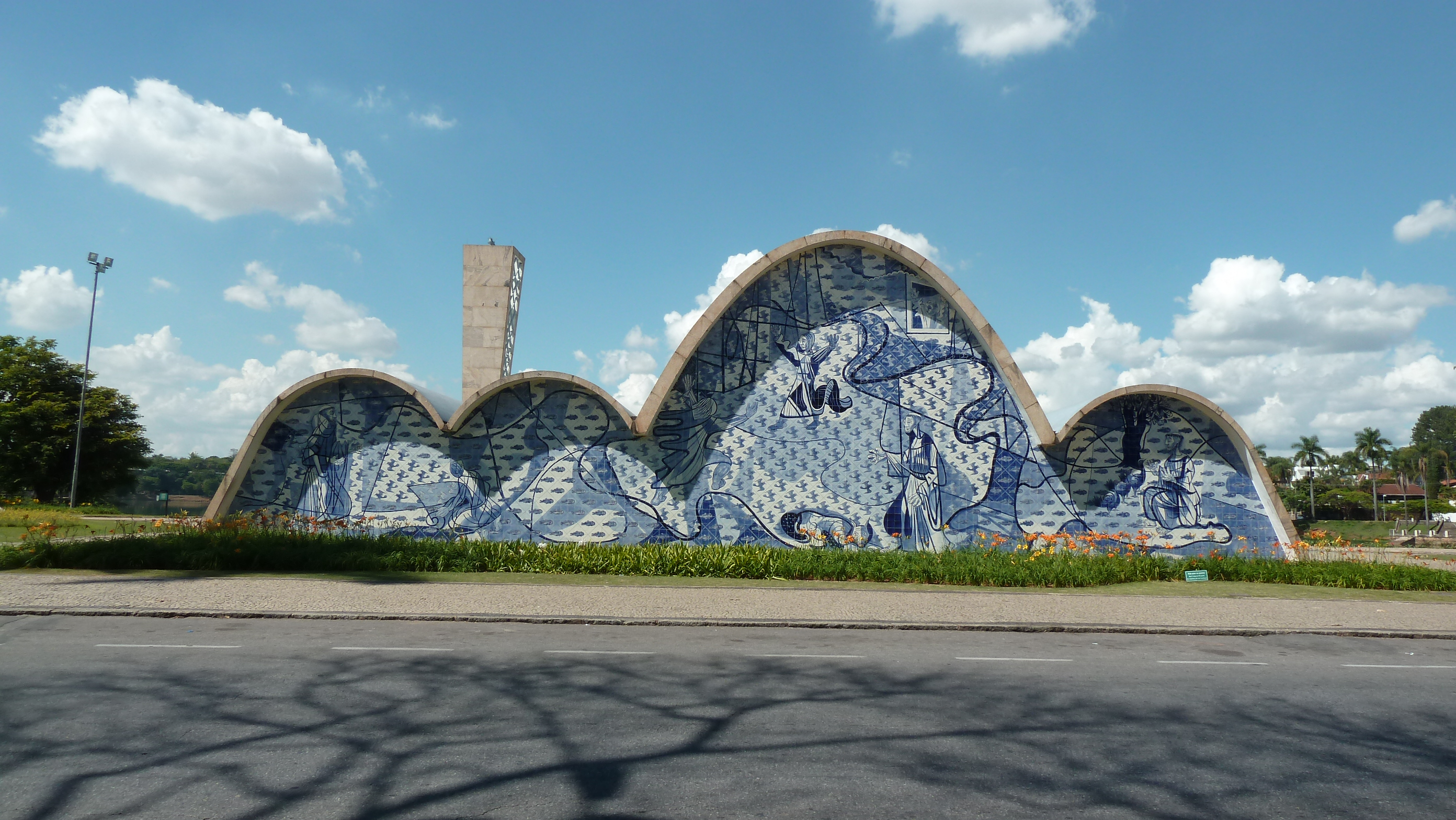
Parede do fundo da Igreja da Pampulha com o mural de São Francisco, pintado por Portinari.

O Conjunto Arquitetônico da Pampulha, em Belo Horizonte, foi projetado por Oscar Niemeyer, sob encomenda do prefeito Juscelino Kubitschek. O Conjunto, inaugurado no ano de 1943, abriga jardins com paisagismo de Burle Marx, painéis pintados por Portinari e esculturas de Alfredo Ceschiatti. Em 17 de julho de 2016, o conjunto recebeu o título de Patrimônio da Humanidade da UNESCO, na categoria Paisagem Cultural. 
Os prédios que compõem o conjunto são:
- Cassino da Pampulha (atual Museu de Arte da Pampulha)
- Casa do Baile
- Igreja São Francisco de Assis
- Iate Tênis Clube
- Casa de Juscelino Kubitschek

Em 2014, a prefeitura de Belo Horizonte oficializou a candidatura do Conjunto Arquitetônico da Pampulha à Patrimônio Mundial da Humanidade, entregando o dossiê da candidatura à UNESCO.

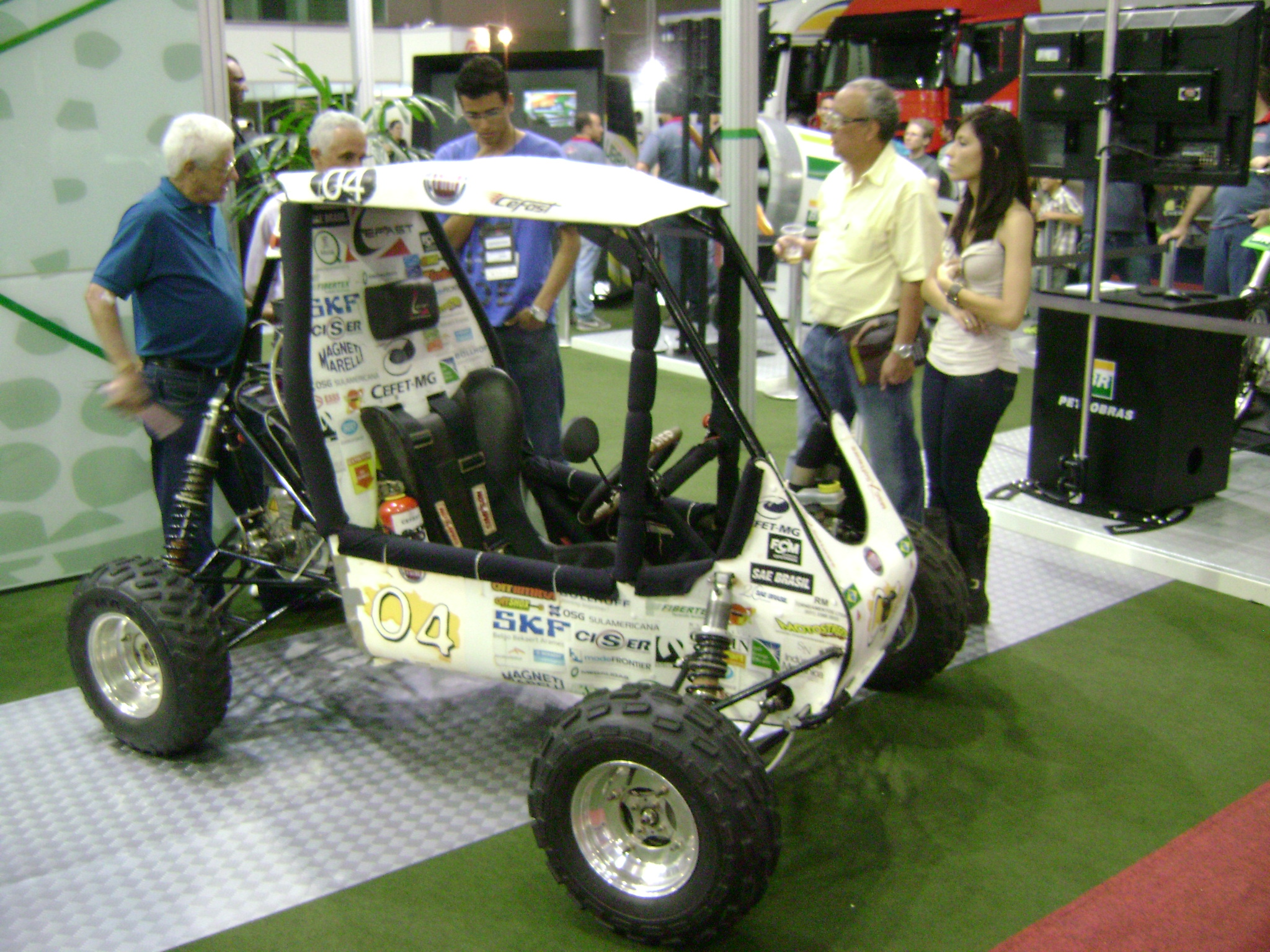
Carro de corrida do Centro Federal de Educação Tecnológica de Minas Gerais exposto durante a Bienal do Automóvel no Expominas, em Belo Horizonte.

### Feiras e eventos
- Minas Trend Preview - evento de pré-lançamentos já consolidado como um dos maiores acontecimentos de moda e comportamento do país com palestras, desfiles e salão de negócios.
- Bienal do Automóvel - maior evento mineiro do gênero automotivo e um dos maiores do país, apresentando as últimas novidades em veículos e motos nacionais e importados, dentro muitos outros.
- Bienal do Livro de Minas Gerais -  evento cultural  que reúne várias editoras brasileiras e estrangeiras para apresentar lançamentos e seus títulos, além de promover a integração de autores e público.
- Campanha de Popularização do Teatro e Dança - janeiro e fevereiro acontece este que é um dos eventos mais tradicionais da cena cultural de BH e o maior evento do mundo considerando-se sua duração, por dois meses ininterruptos.
- FIT - Festival Internacional de Teatro, Palco e Rua de Belo Horizonte - O Festival, que acontece a cada dois anos, traz a capital diversas atrações internacionais, nacionais e locais.
- Comida di Buteco - Concurso que acontece no mês de abril para eleger os melhores pratos e tira-gostos dos bares da cidade.
- Circuito Gastronômico Beer Chef Brasil - Evento que reúne a consagrada diversidade da cozinha brasileira com os sabores das cervejas especiais em bares da região metropolitana, durante o mês de setembro.
- SuperMinas Food Show / Convenção e Feira Supermercadista e da Panificação - reúne participantes vindos de todo o país, além de compradores e expositores internacionais.